# Воложинський район
Воло́жинський райо́н — адміністративна одиниця Білорусі, Мінська область.

## Географія
Розташований на заході Мінської області, межує з Молодечненським, Мінським, Дзержинським та Столбцовським районами Мінської області, на заході і північному заході з Ів'євським, Ошмянським і Сморгонським районами Гродненської області.
Клімат помірно континентальний. Середня температура січня -6,7 °C, липня 17,5 °C. Середньорічна кількість опадів 659 мм. Вегетаційний період 187 днів.
Річки: Уса, Ольшанка.
Поверхня горбиста. На сході району розташовується Мінська височина, на півночі — відроги Ошмянської височини, на південному заході — Німанська низовина. Переважають висоти 150—250 м, максимальна оцінка — 335 м (гора Маяк близько села Шаповали).
| Білорусь | Це незавершена стаття з географії Білорусі. Ви можете допомогти проєкту, виправивши або дописавши її. |